# Enseñanzas militares para suboficiales
La enseñanza militar para suboficiales es una formación oficial de régimen especial dentro de las enseñanzas militares para suboficiales, que proporciona al alumnado conocimientos y destrezas para liderar un grupo humano y colaborar en el planeamiento y control de la ejecución de las operaciones militares.
La superación del plan de estudios para los Cuerpos Generales de los Ejércitos, Armada e Infantería de Marina supone convertirse en Sargento de la Escala de Suboficiales del Cuerpo correspondiente. La superación del plan de estudios para el Cuerpo de Músicas Militares supone convertirse en Sargento Músico del Cuerpo de Músicas Militares.

## Características[2]

### Requisitos de acceso
Para los cuerpos generales de los Ejércitos y Armada e Infantería de Marina se requería estar en posesión del título de Bachillerato, el título de Técnico de Grado Medio, la prueba de acceso a Ciclo Formativo de Grado Superior o algún título de Técnico Superior reflejado en la Orden DEF/1097/2012, de 24 de mayo.
Para el cuerpo de Músicas Militares se requerirá estar en posesión del título de Bachillerato o Prueba de Acceso a Grado Superior y el Título Profesional de Música.
Además, se debe cumplir con una edad mínima y máxima dependiendo de si el ingreso es directo o por promoción.
Para los Cuerpos Generales y de Infantería de Marina:
- Ingreso directo sin título de Técnico Superior: mayores de 18 años y menores de 21 años.
- Ingreso directo con título de Técnico Superior: mayores de 18 años y menores de 26 años.
- Ingreso por promoción sin título de Técnico Superior: mayores de 18 años y menores de 31 años.
- Ingreso por promoción con título de Técnico Superior: mayores de 18 años y menores de 33 años.

Para los Cuerpos de Músicas Militares:
- Ingreso directo: mayores de 18 años y menores de 27 años.
- Ingreso por promoción: mayores de 18 años y menores de 33 años.

### Salidas profesionales
Una vez dentro de la escala de suboficiales se podrá ascender por elección, por clasificación o por antigüedad.

### Estructura
Las enseñanzas militares para suboficiales se componen de un programa de enseñanza dependiendo del cuerpo y la especialidad elegida. Este programa se imparte en diferentes Centros Docentes de Formación.